# Swietenia humilis
Swietenia humilis là một loài cây trong Họ Xoan (Meliaceae). Nó là một trong ba loài thuộc chi Dái ngựa (Swietenia), cả ba loài này đều được coi là "cây dái ngựa thực sự". Với độ cao 6 m, nó cao bằng 1/5 chiều cao của S. mahagoni và 1/6 chiều cao của S. macrophylla. Tên loài của nó, humilis, có nghĩa là "nhỏ" hoặc "cá lùn".
Các tên thường gọi gồm cây dái ngựa Bờ biển Thái Bình Dương, caoba del Pacifico, caoba del Honduras, caobilla, cobano, gateado, sopilocuahuilt, venadillo và zapaton. Trong ngành buôn bán gỗ, nó được gọi là cây dái ngựa Honduras và cây dái ngựa Mexico.
Loài cây đã bị khai thác quá mức để lấy gỗ có giá trị làm đồ nội thất. Cây cũng được quan tâm như một nguồn dầu hạt thương mại và các hợp chất có hoạt tính dược lý.

## Phân bố và sinh cảnh
Khu vực phân bố tự nhiên là các vùng khô hơn của dãy núi Sierra Madre phía tây từ Mexico qua Guatemala, Belize, Honduras và El Salvador. Sự phân bố ở Guatemala và Honduras kéo dài về phía đông từ Bờ biển Thái Bình Dương gần đến Đại Tây Dương. Ở Honduras, phạm vi phân bố cũng kéo dài từ phía tây Sierra Madre đến dãy núi phía bắc Nicaragua. Nửa phần phía bắc của Bờ biển Thái Bình Dương của Costa Rica cũng bao gồm môi trường sống. Nó được tìm thấy ở độ cao lên tới 1.200 m. Môi trường sống của nó là cả rừng rụng lá khô và ướt, trảng cỏ xavan, bụi rậm, sườn đồi đá và các cánh đồng canh tác. Những loài bị khai thác quá mức, những cây còn sót lại thường là những cá thể sống rải rác và biệt lập. Các cá thể lớn rất hiếm.

## Luật pháp bảo vệ quốc tế
Hiệp ước đa phương CITES (Công ước về buôn bán quốc tế các loài động, thực vật hoang dã nguy cấp) liệt kê S. humilis trong Phụ lục II (tất cả các bộ phận và dẫn xuất ngoại trừ hạt). Nó cũng được xếp vào danh sách đỏ IUCN (Liên minh Bảo tồn Thiên nhiên Quốc tế) là loài sắp nguy cấp (phiên bản 2011.2).

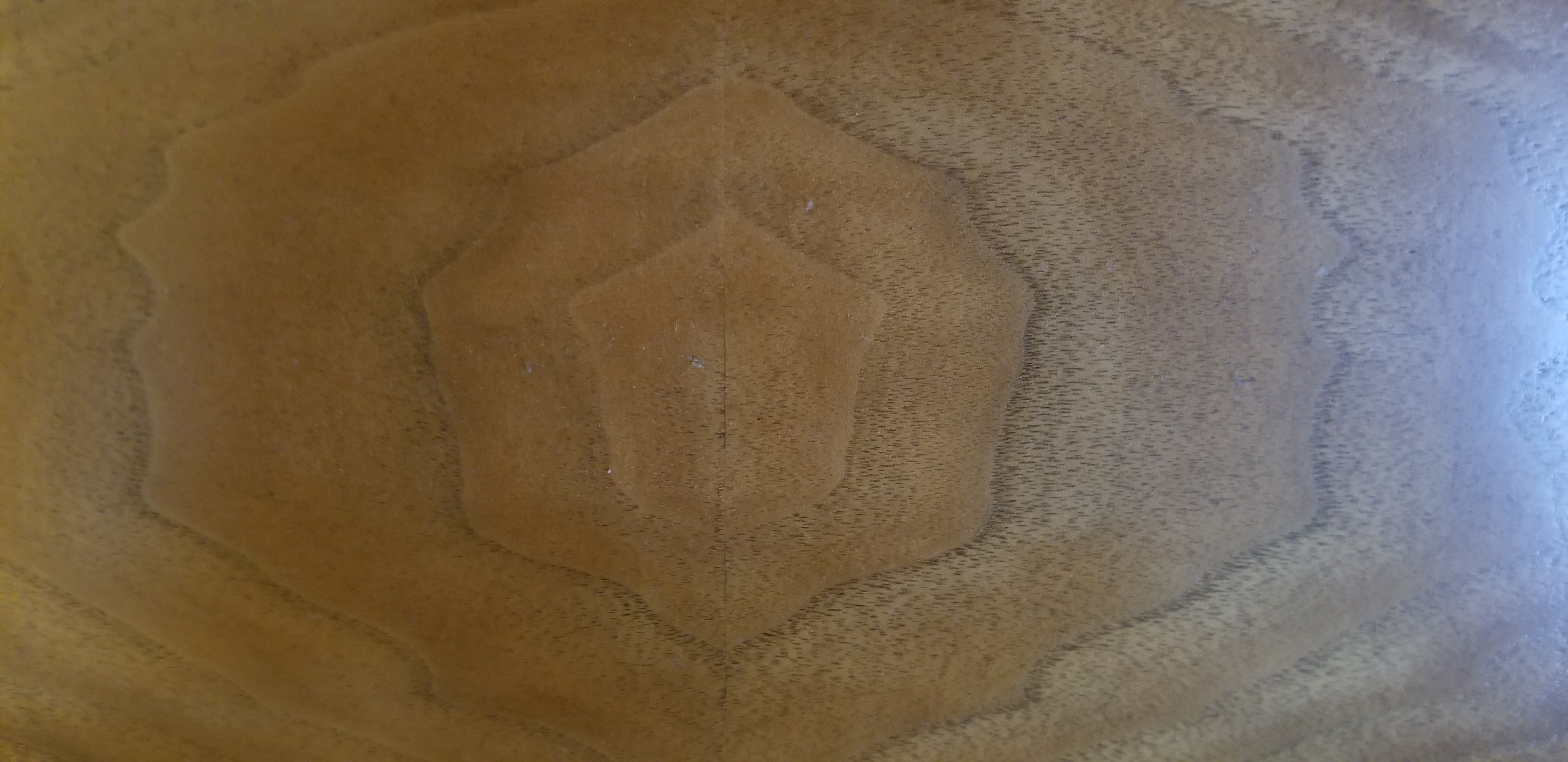
Ví dụ gỗ loài này đã thành phẩm

## Các hợp chất sinh học

### Chất độc
Vỏ và hạt có một chất alkaloid được cho là rất độc hại. Các chất chiết xuất đã ức chế đáng kể sự phát triển và việc ăn của ấu trùng của Tenebrio molitor (sâu bột). Chất độc cũng đã cho thấy là hiệu quả chống lại ấu trùng của Ostrinia nubilalis, sâu đục bẹ ngô châu Âu, và Spodoptera ridgiperda, sâu quân đội Fall.

### Dược phẩm
Hạt của S. humilis được sử dụng trong y học cổ truyền để điều trị đau tức ngực, ho, ung thư và bệnh amip, đồng thời dùng để tẩy giun sán. Các nghiên cứu dược lý về hạt và vỏ cây đã được tiến hành từ những năm 1990.

### Dầu hạt
Mặc dù hạt có độc, loài cây này có tiềm năng là một nguồn cung cấp dầu hạt với các đặc tính giống như dầu bơ và dầu hướng dương. Mầm hạt tạo ra khoảng 45% lượng dầu ăn theo khối lượng. Trong sản lượng này, tỷ lệ axit béo là khoảng 18% bão hòa (chủ yếu là palmitic và stearic), 30% không bão hòa đơn (chủ yếu là oleic), và 48% không bão hòa đa (chủ yếu là linoleic và linolenic). Nó cũng có thể được quan tâm thương mại như một thành phần của mỹ phẩm và thuốc trừ sâu.